# 費里曼圖
弗里曼特尔（英語：Fremantle，簡稱：弗里奥（Freo））為澳大利亚西澳的一個海港城市，位於首府伯斯西南方19（12英里），澳大利亚西海岸天鵝河入海口。1829年，成为天鹅河畔的第一个居民点。1929年，被设立为市，今约有2.6万人口。弗里曼特爾今為珀斯都會區一部分，弗里曼特爾屬於南珀斯都會區選舉區域。
城市的名字来自于一名英国海军军官查尔斯·弗里曼特尔，他宣称占据西澳大利亚，并设立了这个移民点。本市市内保有良好的历史建筑和其它历史地标。

## 地理
弗里曼特尔建于一系列石灰岩小丘上。澳大利亞原住民努嘎人称之为，市东的沙漠平原土著人則称为。最早本市生長著茂密的刺叶树属和桉树，原住民每年春末或夏季都用火烧来用於开垦。
弗里曼特尔位于由西澳大利亚公共交通局运行的从珀斯到弗里曼特尔的铁路的终点。
弗里曼特尔的滨海位置使它的氣候受到海洋的影响很大，尤其在盛夏海风所带来的凉爽甚至被暱称为“弗里曼特尔医生”。

## 历史

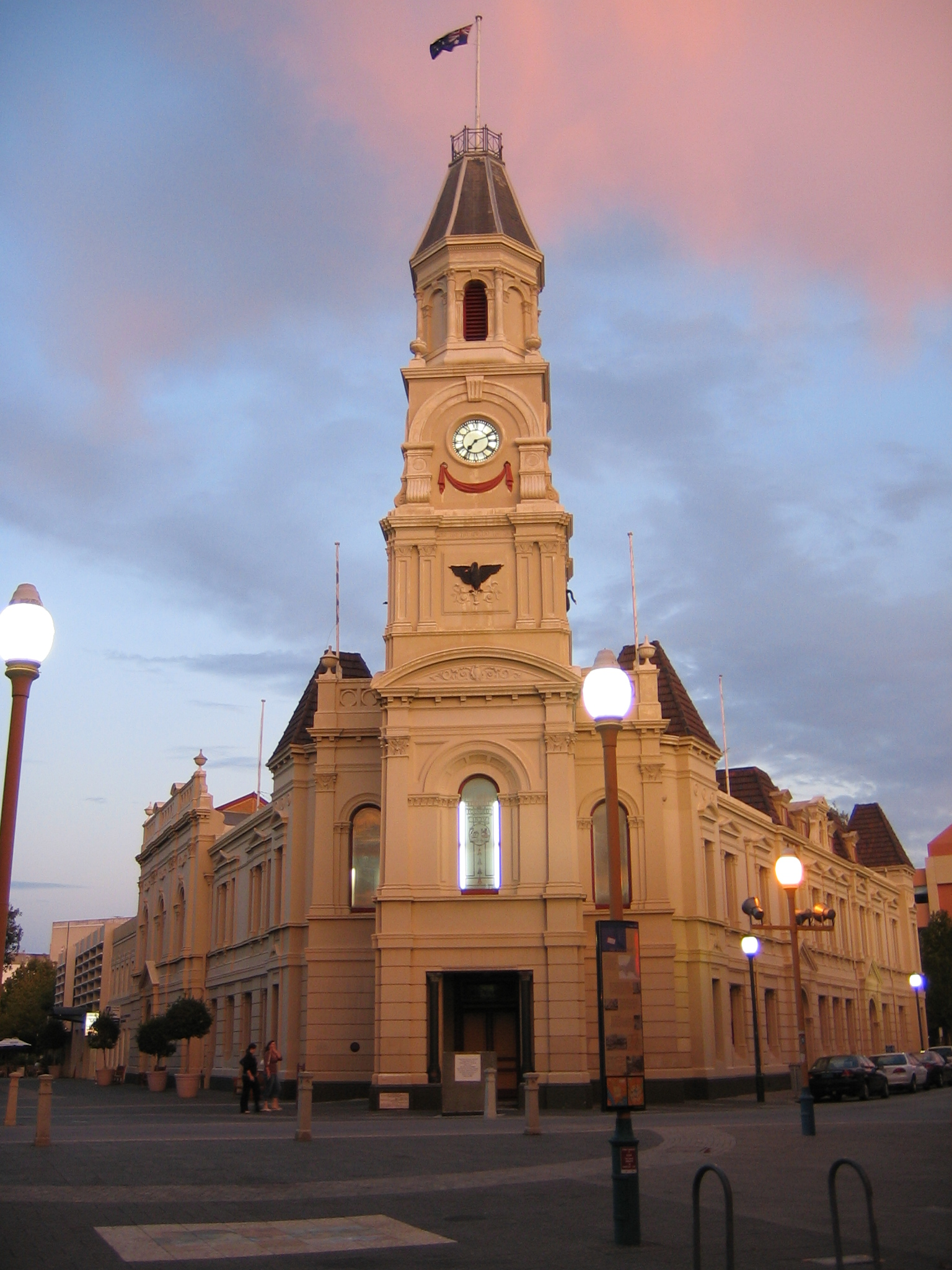
弗里曼特尔市政府

1829年4月25日查尔斯·弗里曼特尔率领英国船只「挑战者号」来到今天弗里曼特尔的水域，准备建立“天鹅河殖民地”。
1829年5月2日弗里曼特尔以乔治四世的名义占据整片新荷兰的西海岸。这个仪式就在天鹅河入海口南岸不远的地方举行。数日后，在该处南边的一个海湾边上设立了后来成为弗里曼特尔的發源地。
一个月后，詹姆斯·史特靈来到这次正式设立于天鹅河的殖民地，同年8月12日珀斯建城。
8月25日弗里曼特尔在帮助史特灵设立殖民地后离开。此后史特灵將此港口據點命名为弗里曼特尔。
1897年弗里曼特尔的海港被挖深，天鹅河入海口的石灰岩礁石被去除，使得弗里曼特尔的港口可用於貿易。今天虽然铁矿港皮尔巴拉的吞吐吨量比弗里曼特尔高，但是弗里曼特尔依然是西澳大利亚的主要港口。

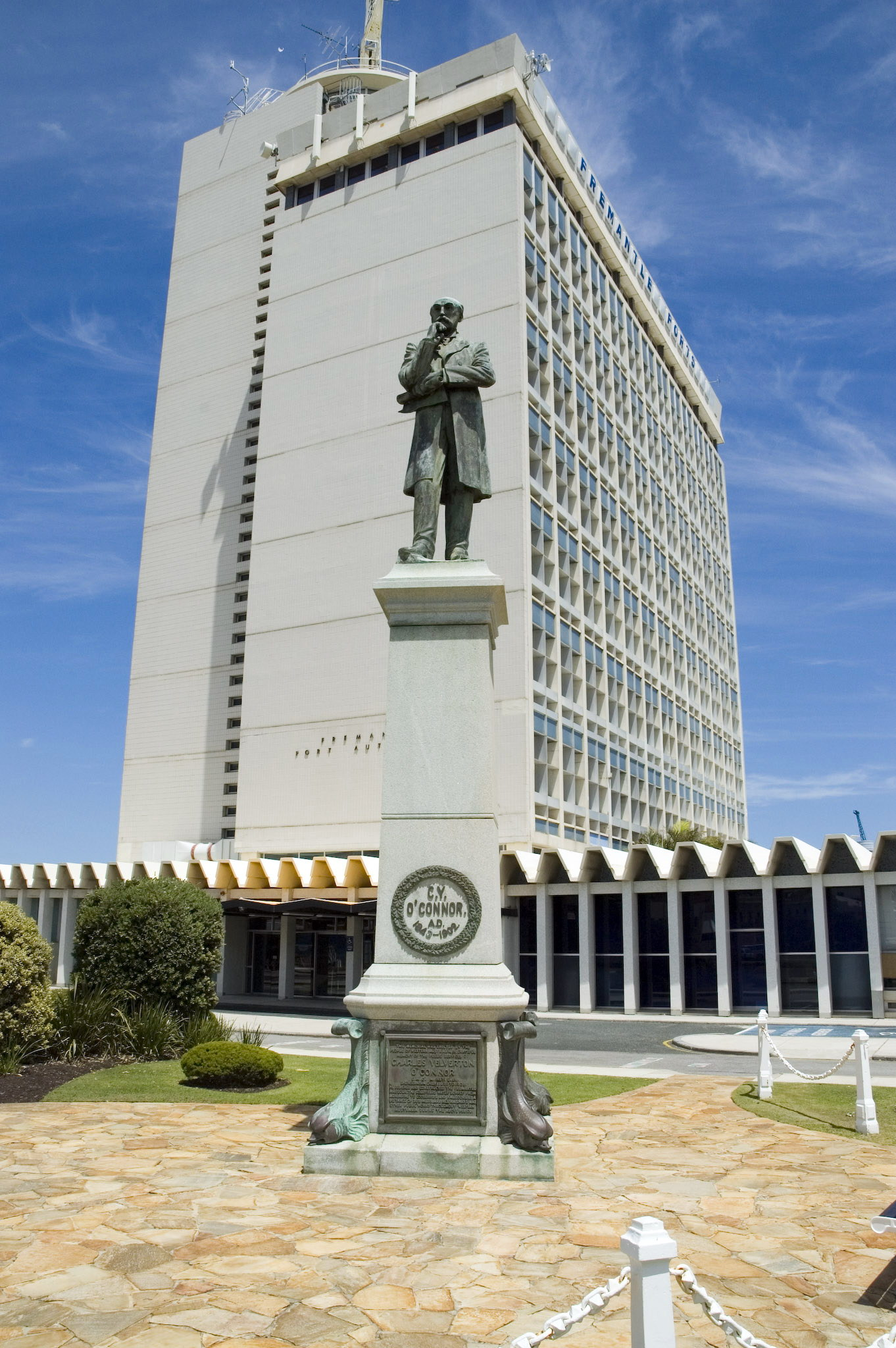
弗里曼特尔港口加深该港口的工程师欧科纳的塑像。

在社會支援體系發展完善前，弗里曼特尔发生过多次工人暴动，其中最严重的一場是1919年因罢工导致的动乱，最后有一人死亡，多人受伤。
在第二次世界大战中，弗里曼特尔是盟军在太平洋地区第二大的潜艇基地。在美国收復菲律宾前，費利曼圖港有125艘美国、31艘英国和11艘荷兰潜艇活动停泊。

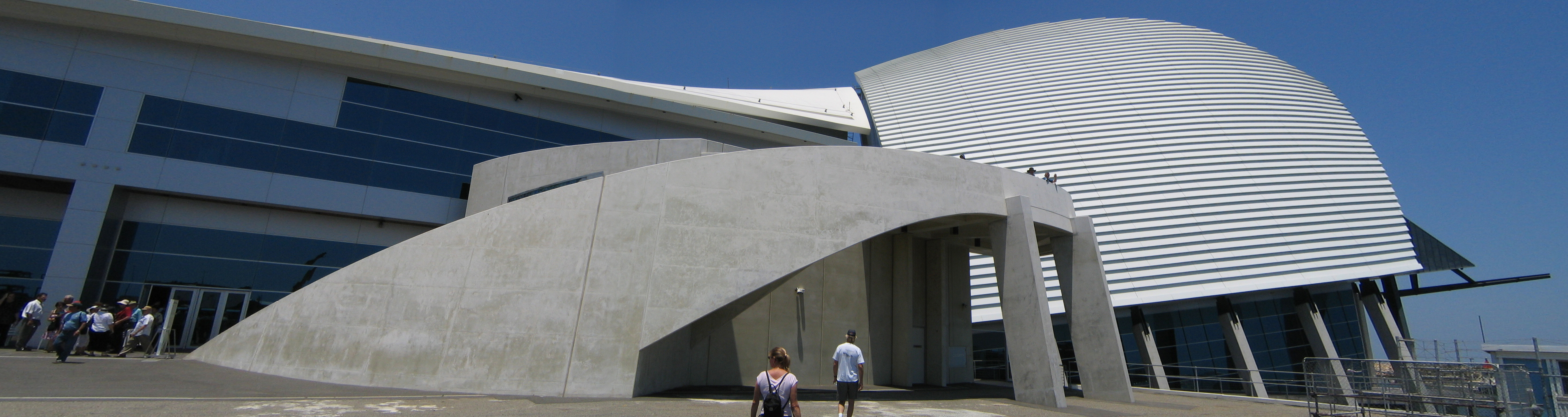
维多利亚码头上的海洋博物馆

## 政治
长年来，在聯邦議會和州議會上，弗里曼特尔的議席始终由澳大利亚工党代表。自1924年始，州議員皆由工黨勝出，而國會議員则是从1934年开始由工黨囊括。
弗里曼特尔市政府由一名市长和12位市議員組成。全城分有六个选区，每一选区选出两名代表以備於市议会来代表市民發言。投票選舉可自願參與，經郵信寄件選舉。
前總理約翰·科廷自費利曼圖發跡，被視為澳大利亞政治史上最伟大的政治家之一。西澳的科廷科技大學和市內一的所中學即以他命名。他的塑像立於市政府前的国王广场上。

## 名胜

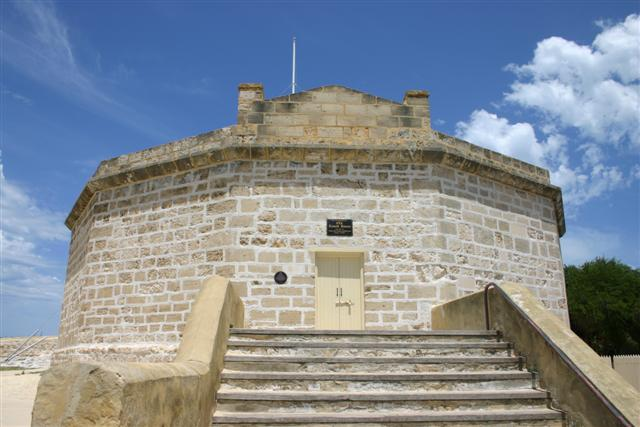
圆房

西澳海洋博物馆設於弗里曼特尔港的入口处。除此之外市内还有其它许多名胜，包括殖民地时期的建筑。许多建筑使用石灰岩建造，表面有装饰。自港口啟用後，本市的商人和运输公司建設了许多爱德华时期建筑。
圆房是西澳保存至今最老的建筑，建于1830年至1831年间。它本来是个监狱，有八个牢房和狱卒的房间。所有这些房间的门都对着中央的院子。19世纪里，捕鲸船就在圆房下面的沙滩里屠鲸，为了方便捕鲸者在圆房的下面建造了一条隧道好让捕鲸人进出城市。

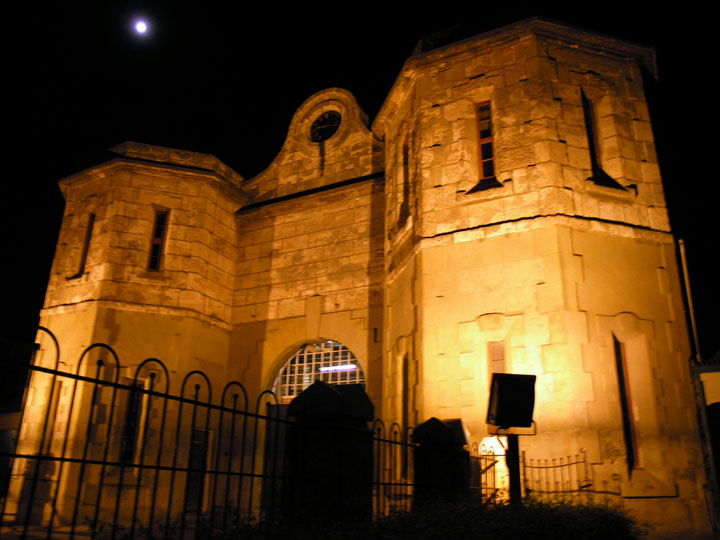
弗里曼特尔监狱

1850年从英国送抵的第一批75名輕罪犯人到达弗里曼特尔以增加当地人口时，圆房太小。犯人在1850年代建造了一座新的监狱，这座监狱一直使用到1991年。
圆房今天位于被称为西端的区內，数条街道上都是乔治式和维多利亚式建筑，位于海港的南端。1990年代初澳大利亞聖母大學的设立使得西区民風绅士化。
弗里曼特尔监狱曾经是大英帝国最著名的监狱之一，它关押着英国犯人、当地犯人、军事犯人、敌人战俘和间谍。该监狱也是联合国教科文组织认定的世界文化遗产之一。
弗里曼特尔历史博物馆是1860年代由犯人使用当地的石灰岩建造的。它本来是一座精神病院，也是弗里曼特尔最重要的地标之一。第二次世界大战中美国海军的总部设置在里面。弗里曼特尔历史博物馆已於2009年永久關閉。今天这里还有弗里曼特尔艺术中心和移民博物馆，该博物馆的目的在于保存所有西澳大利亚移民历史和故事。
弗里曼特尔市场于1897年开始启用，里面出售手工艺品、特殊食品、参观、鱼和蔬菜市场。这里还有街头艺人。1987年11月6日前西澳大利亚总督为这个市场奠基，在这座古老的维多利亚式建筑中有150多个店铺。1980年它被列入澳大利亚历史建筑。附近的帆锚饭店也是一座历史性建筑，里面有一座小啤酒厂。
历史建筑－国家饭店于2007年3月11日几乎被焚毁。其内部全部损失，只有外表还留下。其新房主正在稳固该建筑，修建内部，打算重新开放为饭店。
前的主歌手邦·斯科特的墓每年吸引数千摇滚乐爱好者，因此被设立为澳大利亚国家遗产地点。

## 人口
弗里曼特尔居民的职业類別非常广泛，但是失业率也相当高（10.2%），居民来自各种不同的地区和祖先。市内的租房率（43%）高于澳大利亚平均，其中40.1%的房子是澳大利亚政府的。在州和联邦选举中居民均支持工党。
弗里曼特尔的人口結構非常多元化。只有64%的居民是在澳大利亚出生的，大多数在外国出生的人来自英国、意大利、新西兰、爱尔兰和德国。此外还有相当大的葡萄牙人和克罗地亚人社群。
57%的居民是基督教徒，其中主要为天主教和聖公宗。

## 教育
弗里曼特尔市内除了有四座中学和四座小学，尚有私立天主教大学－澳大利亚圣母大学的校总区。该大学在弗里曼特尔各地建有校舍，尤其集中在西端。大学在使用这些校舍的同时也負責保存建筑。

## 休闲和娱乐

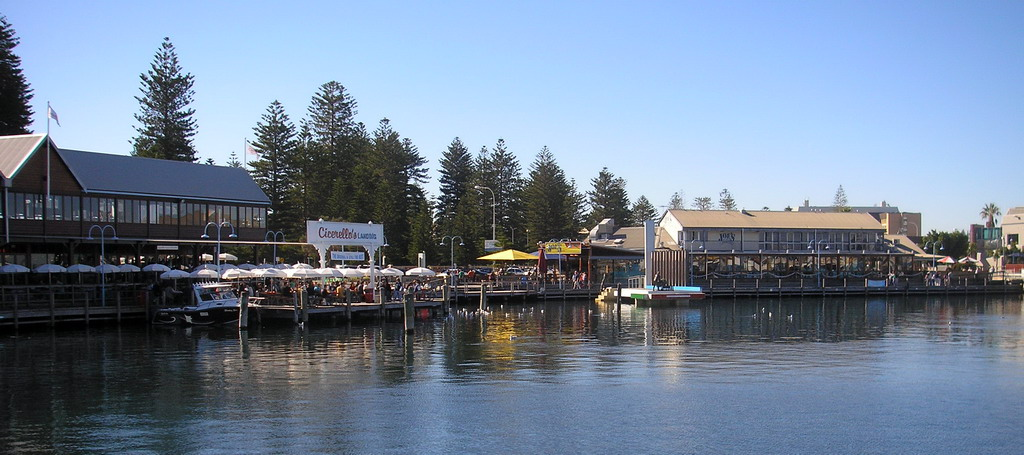
弗里曼特尔渔船码头

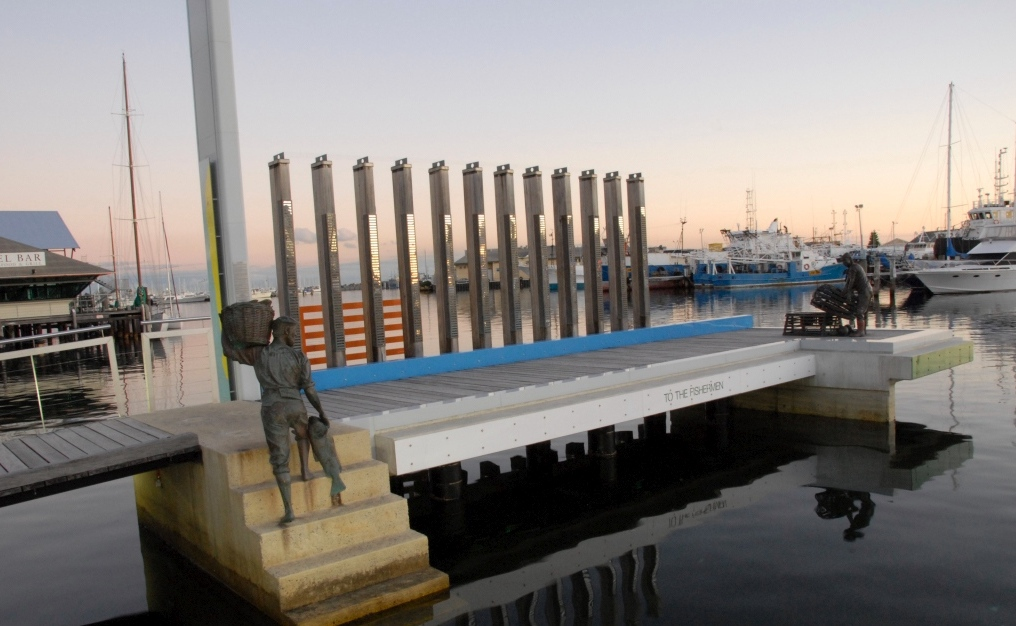
弗里曼特尔渔船码头

弗里曼特尔是非常有名的饮食城市，市内的餐馆可以满足各种口味和钱包。除有许多意大利和亚洲餐馆外还有许多不同的海鲜餐馆。市内还有许多咖啡馆和咖啡店，尤其是在被称为“卡布奇诺带”（Cappuccino Strip）的南部。
弗里曼特尔有数座沙滩，附近还有其它西澳大利亚美丽的沙滩。鄰近有一座渔船港，那里也有市场和餐馆，是吸引游客的地方。游客还可以雇用渔船出游。夜生活則吸引了自都会区而来的遊子，他們在酒吧和夜总会歡聚。
弗里曼特尔有一个很大的艺术家社群，许多小画廊和音乐团体。

## 当地媒体
弗里曼特尔有两份地方报纸和一个地方电台。

## 体育
1987年美洲杯帆船赛在弗里曼特尔举办。
弗里曼特尔橄榄球俱乐部参加澳大利亚橄榄球联赛。